# Zhang Jian (homme politique)
Zhang Jian (chinois traditionnel : 張謇 ; chinois simplifié : 张謇 ; pinyin : zhāng jiǎn, 1853-1926), nom de courtoisie Jizhi (季直, jìzhí), est un entrepreneur, homme politique et professeur chinois.

## Biographie
Zhang est né à Haimen dans la province du Jiangsu en 1853. Il obtient son premier diplôme à l'âge de quinze ans, en 1868, et doit faire six tentatives, chacune à trois ans d'intervalle, avant d'obtenir son diplôme provincial, en 1885. Il tente ensuite les examens impériaux de la dynastie Qing et, après quatre échecs, obtient son diplôme supérieur au cinquième essai, en 1894, avec la mention Zhuangyuan, c'est-à-dire « exemplaire pour l'État », avant de réussir l'examen du palais qui fait de lui le premier lettré de l'empire à l'âge de quarante et un ans. Zhang sert ensuite à l'académie Hanlin.
À son sujet, l'historien américain John K. Fairbank écrit : « fuyant la bureaucratie, il opta pour l'industrie. Utilisant la main-d'œuvre habile et le coton à longues fibres de son comté natal, il créa en 1899 une filature qui concurrença les importations de coton filé indien et japonais. Grâce à ses relations haut placées dans l'Administration, il avait obtenu des bénéfices fiscaux, une partie de son capital et des machines. Ses associés marchands lui furent moins utiles. Devant la réussite de cette affaire, il monta trois autres filatures, se lança dans la plantation du coton, les bateaux à vapeur et la production de sel, d'huile et de farine. Philanthrope, il créa des écoles, des collèges techniques, des routes, des parcs et des foyers pour orphelins et personnes âgées dans sa ville natale. Il favorisa l'éducation provinciale et la construction de chemins de fer et, en 1909, se trouva à la tête de l'assemblée provinciale du Jiangsu. C'était un bel exemple de réussite. »
En 1909, Zhang est en effet élu président du parlement provincial du Jiangsu. En 1912, il rédige l'« Édit d'abdication » de l'empereur mandchou de la dynastie Qing, Puyi, dernier empereur de Chine. Le 9 mai de la même année, il est nommé président provisoire du parti républicain. Il est nommé ministre des Entreprises du gouvernement temporaire de la République de Chine. En 1913, il devient ministre de l'industrie et du commerce et ministre de l'agriculture et des forêts du gouvernement de Beiyang. En 1914, il sert comme directeur de l'administration nationale des ressources en eau.
Zhang fonde la première école normale de la Chine moderne, le collège normal de Nantong, et le premier musée privé de Chine, le musée de Nantong.
Son idéal qu'il préconisait, « L'entreprise comme père, l'éducation comme mère », a eu un profond impact sur l'histoire chinoise. Dans sa vie, il fonde plus de 20 entreprises, et plus de 370 écoles, et fait d'importantes contributions dans l'industrialisation et l'éducation de la Chine moderne.